# Jane McCrea

John Vanderlyns Gemälde Der Tod der Jane McCrea (1804)

Jane McCrea (auch Jenny McCrea, Jennie McCrea, Jane McCrae und Jane MacCrae; * 1752 in Lamington, Bedminster Township (New Jersey); † 27. Juli 1777 in Fort Edward, New York) war eine Loyalistin während des Amerikanischen Unabhängigkeitskrieges (1775–1785). Sie wurde von einem der Wyandot-Kämpfer erschlagen, die den Saratoga-Feldzug des britischen Generals John Burgoyne begleiteten. Ihr Tod wurde ein von Propaganda überhöhtes, motivierendes Ereignis für die Rebellen.
McCrea war eines der jüngeren Kinder in der großen Familie von James McCrea (1711–1769), eines protestantischen Pfarrers, und Mary Graham McCrea. Ihre Eltern waren Einwanderer aus Schottland. Nach dem Tod ihrer Mutter und der Neuheirat ihres Vaters lebte Jane bei ihrem ältesten Bruder John im Tal des Hudson River zwischen Saratoga (New York) und Fort Edward. Ihr Vater starb 1769. 
Die McCrea-Familie illustrierte die Zerrissenheit der Einwohnerschaft der nordamerikanischen Kolonien, die durch den Krieg hervorgerufen wurden. Als der Krieg im Sommer 1777 in das Gebiet des Hudson River kam, dienten zwei ihrer Brüder bei den amerikanischen Streitkräften, während ihr Verlobter David Jones mit anderen Loyalisten nach Kanada floh. Als sich Burgoynes Expedition Albany näherte, diente ihr ältester Bruder John McCrea, bei dem sie lebte, als Oberst bei einem Regiment der Rebellenmiliz von Albany County. Ihr Verlobter David Jones jedoch diente als Leutnant in einer der Loyalisten-Milizen, die Burgoyne begleiteten, und war nach dessen Einnahme am 6. Juli 1777 in Fort Ticonderoga stationiert.
Jane McCrea verließ am 17. Juli 1777 das Haus ihres Bruders, um zu ihrem Verlobten zu gelangen. Sie erreichte das Dorf um das alte Fort Edward, der Krieg aber auch. Sie hielt sich dann im Haus ihrer Freundin Sarah McNeil (1722–1799), einer anderen Loyalistin, engen Bekannten ihres Vaters und Cousine des britischen Generals Simon Fraser auf. Am Morgen des 27. Juli 1777 überfiel eine Gruppe Wyandot die Randbezirke des Ortes. Die Gruppe wurde von einem Kämpfer namens Wyandot Panther oder auch französisch Le Loup ‚Wolf‘ angeführt und gehörte zu den vorrückenden britischen Truppen. Die Wyandot töteten einen Siedler und dessen Familie und einen Trupp von fünf Personen unter Führung des Lieutenant Tobias Van Vechten. Jane McCrea und Sarah McNeil wurden von den Wyandot in der unterkellerten Küche ihres Hauses gefangen genommen. Die Gruppe zog sich in Richtung Sandy Hill zurück. Dabei wurden McCrea und McNeil getrennt. Sarah McNeil erreichte ihren Cousin, entdeckte aber zu ihrem Entsetzen, dass Wyandot Panther den Skalp von Jane McCreas bei sich trug.
Es gibt widersprüchliche Berichte von ihrem Tod. Die traditionelle Version sagt, dass zwei Kämpfer sich um sie wegen der erwarteten Belohnung stritten und dass einer von beiden sie mit seinem Tomahawk tötete, um den Streit beizulegen. Eine andere Version sagt, dass sie von einer Kugel der sich aus Fort Edward zurückziehenden amerikanischen Nachhut getötet wurde. Diese zweite Version wurde von dem Kämpfer erzählt, der ihren Skalp trug, als er von General Fraser befragt wurde, um einer Verfolgung zu entgehen.
Ihr Tod und der anderer bei ähnlichen Überfällen regte einigen Widerstand gegen Burgoynes Invasion an, die zu seiner Niederlage in der Schlacht von Saratoga führte. Der Effekt verstärkte sich später noch, als Berichte über den Vorfall propagandistisch benutzt wurden, um während des Krieges Sympathien für die Rebellen zu wecken, insbesondere für die Sullivan-Expedition 1779. Die Geschichte wurde Teil der amerikanischen Folklore, als James Fenimore Cooper einige ähnliche Ereignisse in seinem Roman „Der letzte Mohikaner“ beschrieb.
David Jones heiratete niemals und lebte später in Kanada mit den United Empire Loyalists. Der Ort, an dem Jane starb, 5 km südlich von Fort Edward, ist durch ein Monument markiert. 

## Exhumierungen
Jane McCreas Leichnam wurden aufgrund ihrer Prominenz mehrfach bewegt. 1822 waren ihre Überreste in das Grab von Sara McNeil auf dem State Street Friedhof in Fort Edward umgebettet worden, die 1788 eines natürlichen Todes gestorben war. Das zweite Mal war 1852, als die Leichname auf den neu angelegten Unionsfriedhof in Fort Edward umgebettet wurden. Im selben Jahre wurde Zeitungsberichten zufolge das Grab geräubert, die Knochen verstreut und McCreas Schädel entfernt. Am 23. April 2003 wurden ihre Überreste exhumiert, um die Fragen zu ihrem Tod zu klären. Die Ausgräber waren überrascht, zwei Skelette zu finden. Am 22. April 2005 erfolgte eine weitere Exhumierung für weitere Untersuchungen. Danach wurden die Überreste der beiden Frauen in getrennten Gräbern bestattet.